# Тюйск
Тюйск (баш. Төй) — деревня в Аскинском районе Республики Башкортостан России. Входит в состав Аскинского сельсовета.
С 2005 современный статус.

## Топоним
Название происходит от реки баш. Төй.

## География
Расположена на правом берегу реки Тюй на границе с Пермским краем. К Тюйску с юга примыкает деревня Талог.
Расстояние до:
- районного центра (Аскино): 28 км,
- центра сельсовета (Аскино): 28 км,
- ближайшей железнодорожной станции (Куеда): 131 км.

## История
Деревня основана в конце XIX века как выселок жителями деревни Тюинской. В 1896 году в пяти дворах проживало 45 человек.
Статус деревня, сельского населённого пункта, посёлок получил согласно Закону Республики Башкортостан от 20 июля 2005 года N 211-з «О внесении изменений в административно-территориальное устройство Республики Башкортостан в связи с образованием, объединением, упразднением и изменением статуса населённых пунктов, переносом административных центров», ст.1:

6. Изменить статус следующих населённых пунктов, установив тип поселения — деревня:

4) в Аскинском районе:…

б) посёлка Тюйск Бурминского сельсовета

До 2008 года входил в Бурминский сельсовет. После его упразднения включён в Аскинский сельсовет (Закон Республики Башкортостан от 19.11.2008 N 49-з «Об изменениях в административно-территориальном устройстве Республики Башкортостан в связи с объединением отдельных сельсоветов и передачей населённых пунктов», ст.1, п. 4, д)).

## Население
| 2002 | 2009 | 2010 |
| ---- | ---- | ---- |
| 385  | ↘280 | ↘257 |

Национальный состав
Согласно переписи 2002 года, преобладающие национальности — русские (33 %), башкиры (28 %).

## Инфраструктура
Средняя школа, детский сад, фельдшерско-акушерский пункт, клуб, библиотека.

## Транспорт
Деревня доступна автотранспортом.
Имеется мост через реку, по которому проходит подъездная дорога от автодороги Аскино — Щучье Озеро.